# سفيرة إندة
سفيرة إندة (بالإندونيسية: Saphira Indah)‏ هي ممثلة أندونيسية، ولدت في 26 يوليو 1986 باندونغ في أندونيسيا.

## روابط خارجية
- سفيرة إندة على موقع IMDb (الإنجليزية)